# Meroncidius flavolimbatus
Meroncidius flavolimbatus är en insektsart som beskrevs av Brunner von Wattenwyl 1895. Meroncidius flavolimbatus ingår i släktet Meroncidius och familjen vårtbitare. Inga underarter finns listade i Catalogue of Life.